# Uniwersytet Kalifornijski w San Diego

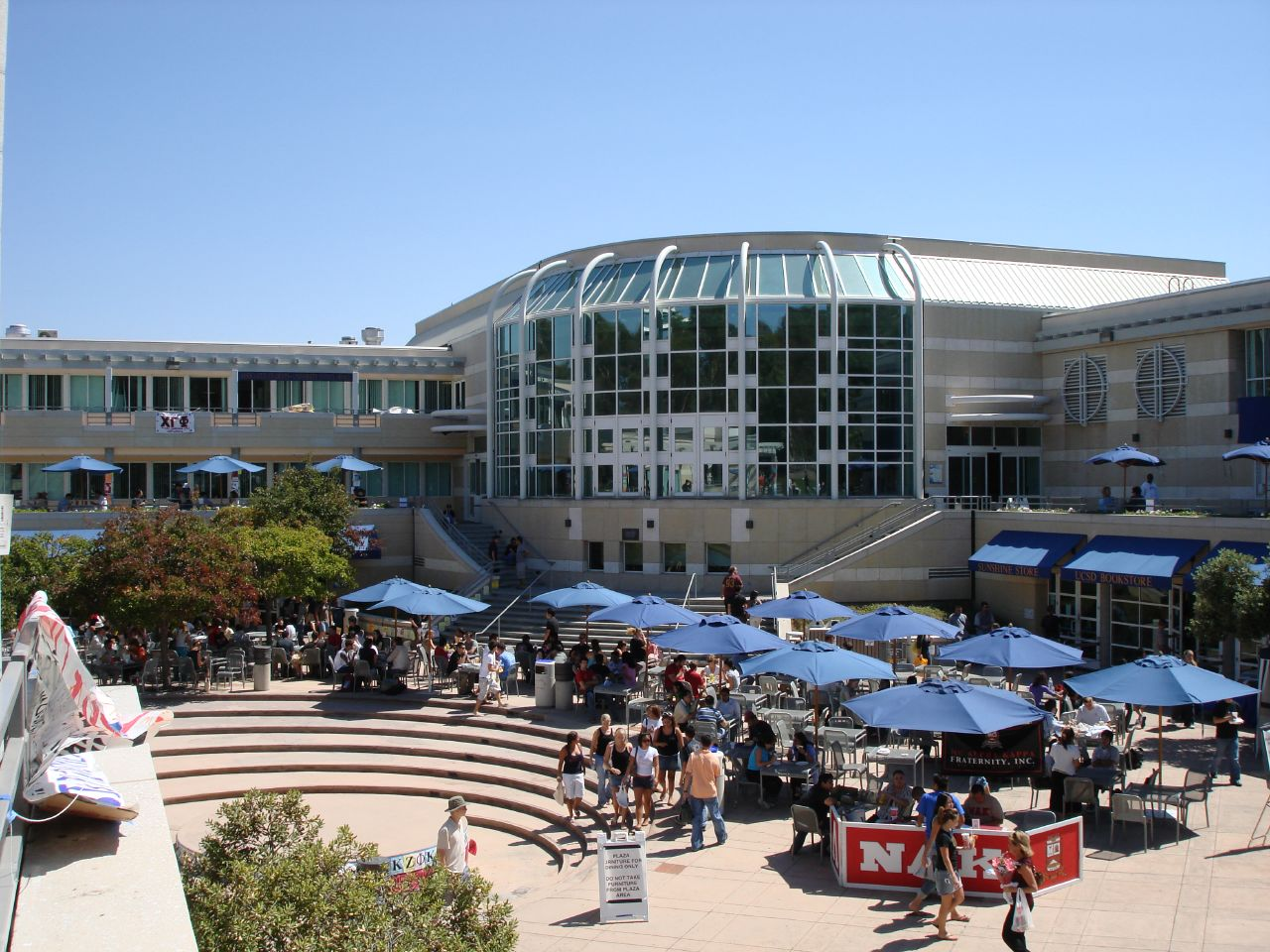
Price Center, kampus UCSD

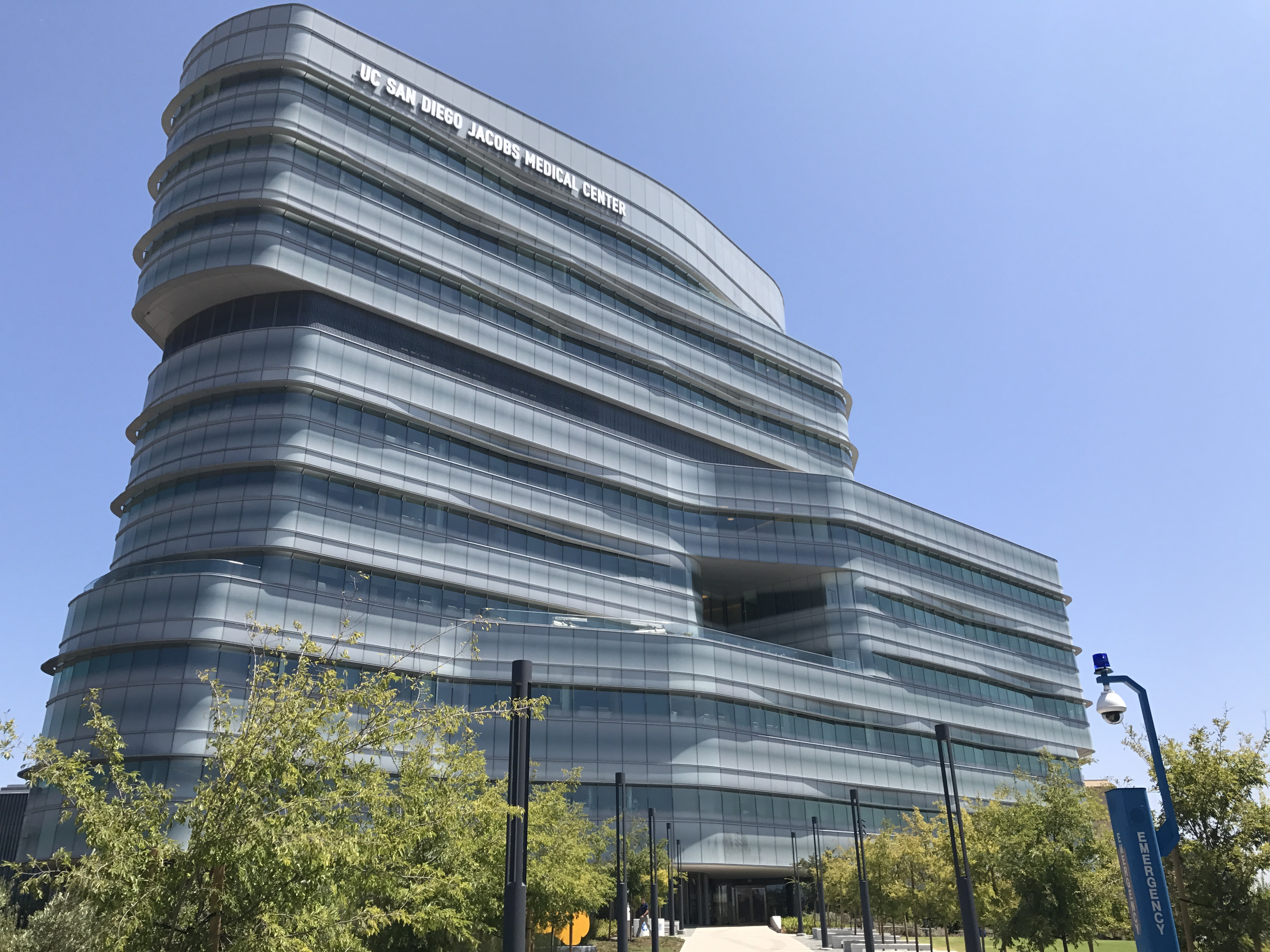
Jacobs Medical Center

Uniwersytet Kalifornijski w San Diego (University of California, San Diego), skrótowo nazywany UC San Diego lub UCSD – jeden z dziesięciu uniwersytetów wchodzących w skład Uniwersytetu Kalifornijskiego.
Kampus uczelni znajduje się w La Jolla, położonej nad oceanem dzielnicy San Diego i zajmuje powierzchnię 485 ha. Został utworzony w 1956 roku, wokół istniejącego już Scripps Institution of Oceanography.
UCSD to uczelnia znana szczególnie z osiągnięć w naukach ścisłych, biologicznych, medycznych, informatycznych, biotechnologicznych i ekonomii. Jej pracownikami byli liczni laureaci Nagrody Nobla m.in. Renato Dulbecco (medycyna, 1975), Harry Markowitz (ekonomia, 1990), Paul Crutzen (chemia, 1995), Mario Molina (chemia, 1995), Robert Engle i Clive Granger (ekonomia, 2003), Roger Tsien (chemia, 2008). Dwunastu naukowców z UCSD to doradcy ds. klimatu i środowiska Ala Gore’a, laureata Pokojowej Nagrody Nobla z 2007 roku. Wśród wykładowców UCSD są też laureaci Nagrody Pulitzera, Nagrody Tony, Medalu Fieldsa, Nagrody MacArthur Foundation, National Medal of Science, Kyoto Prize, National Humanities Medal i innych.
W rankingu Uniwersytetu Jiao Tong w Szanghaju z 2009 roku Uniwersytet Kalifornijski w San Diego uzyskał trzecie miejsce wśród publicznych uniwersytetów w USA. W rankingu U.S. News & World Report z 2009 roku – zdobył 7. miejsce wśród amerykańskich uniwersytetów publicznych. UCSD uważany jest za jeden z najbardziej ekologicznych kampusów w USA.
UCSD podzielony jest na sześć college’ów i instytuty, m.in.:
- Scripps Institution of Oceanography
- UCSD School of Medicine
- SIO Pier UC San Diego Medical Center
- Jacobs School of Engineering
- Rady School of Management
- School of International Relations & Pacific Studies
- San Diego Supercomputer Center
- Center for U.S. – Mexican Studies
- Institute on Global Conflict and Cooperation
- Institute of the Americas
- Skaggs School of Pharmacy & Pharmaceutical Sciences
- California Institute for Telecommunications and Information Technology (Calit2)
- Center for Research in Computing and the Arts
- Center of Interdisciplinary Science for Art, Architecture, and Archaeology (CISA3)
- UC San Diego Extension

Na uczelni działa klub sportowy UCSD Tritons, biorący udział w rozgrywkach ligi California Collegiate Athletic Association.